# Yong’an (Kaohsiung)
Yong’an (chinesisch 茄萣區, Pinyin Yǒng'ān Qū) ist ein Stadtbezirk von Kaohsiung in der Republik China (Taiwan).

## Beschreibung
Yong’an liegt an der  Küste zur Taiwanstraße, etwa 9 Kilometer nördlich der historischen Kernstadt Kaoshiungs (in den Grenzen vor 2010). Nördlich grenzt der Bezirk an den Hafen von Xingda. Die südliche Begrenzung wird vom Fluss Agongdian Xi (阿公店溪) gebildet. Die benachbarten Bezirke sind Qieding im Nordwesten, Luzhu im Nordwesten, Gangshan im Osten und Mituo im Süden. Der Bezirk ist geprägt durch zahlreiche Aquakulturen und Industrien in den Hafenanlagen.

## Geschichte
Ein früherer Name ist Yong’anzai (永安仔). In früherer Zeit befanden sich hier Lagunen mit zahlreichen Sandbänken, die mit der Zeit verlandeten. Schon zur Endzeit der Ming-Dynastie und zur Zeit Zheng Chenggongs siedelten sich han-chinesische Immigranten im Bereich des heutigen Ortsteil Weixin an und bauten dort Zuckerrohr an. Während der Qing-Dynastie kamen Fischersiedlungen hinzu und es wurde Salzgewinnung aus der Lagune betrieben. Nach der Übernahme Taiwans durch die Republik China nach Ende des Zweiten Weltkrieges wurde das Gebiet von Yong’an zunächst Teil der Landgemeinde Mituo im neu eingerichteten Landkreis Kaohsiung. Am 16. März 1950 wurde der nördlich des Agongdian Xi gelegene Anteil Mituos als neue Landgemeinde Yong’an (彌陀鄉,  Yǒng'ān Xiāng) abgespalten. Der Landkreis Kaohsiung wurde am 25. Dezember 2010 in die Stadt Kaohsiung eingegliedert und Yong’an erhielt den Status eines Stadtbezirks (區,  Qū).

## Bevölkerung
Die große Mehrheit der Bevölkerung bilden Hoklo. Ende 2019 lebten 68 Angehörige indigener Völker in Yong’an (Bevölkerungsanteil ca. 0,5 %).
| Gliederung Yong’ans |
|                     |

## Verwaltungsgliederung
Nach 1950 war die damalige Landgemeinde Yong’an in 6 Dörfer (村,  Cūn) untergliedert. Nach der Eingliederung in die Stadt Kaohsiung erhielten die Dörfer den Status von Stadtteilen (里,  Lǐ).
1 Yantian (鹽田里)

2 Xingang (新港里)

3 Yong’an (永安里)

4 Baoning (保寧里) (früher Wuahua, 烏華)

5 Yonghua (永華里)

6 Weixin (維新里)

## Wirtschaft

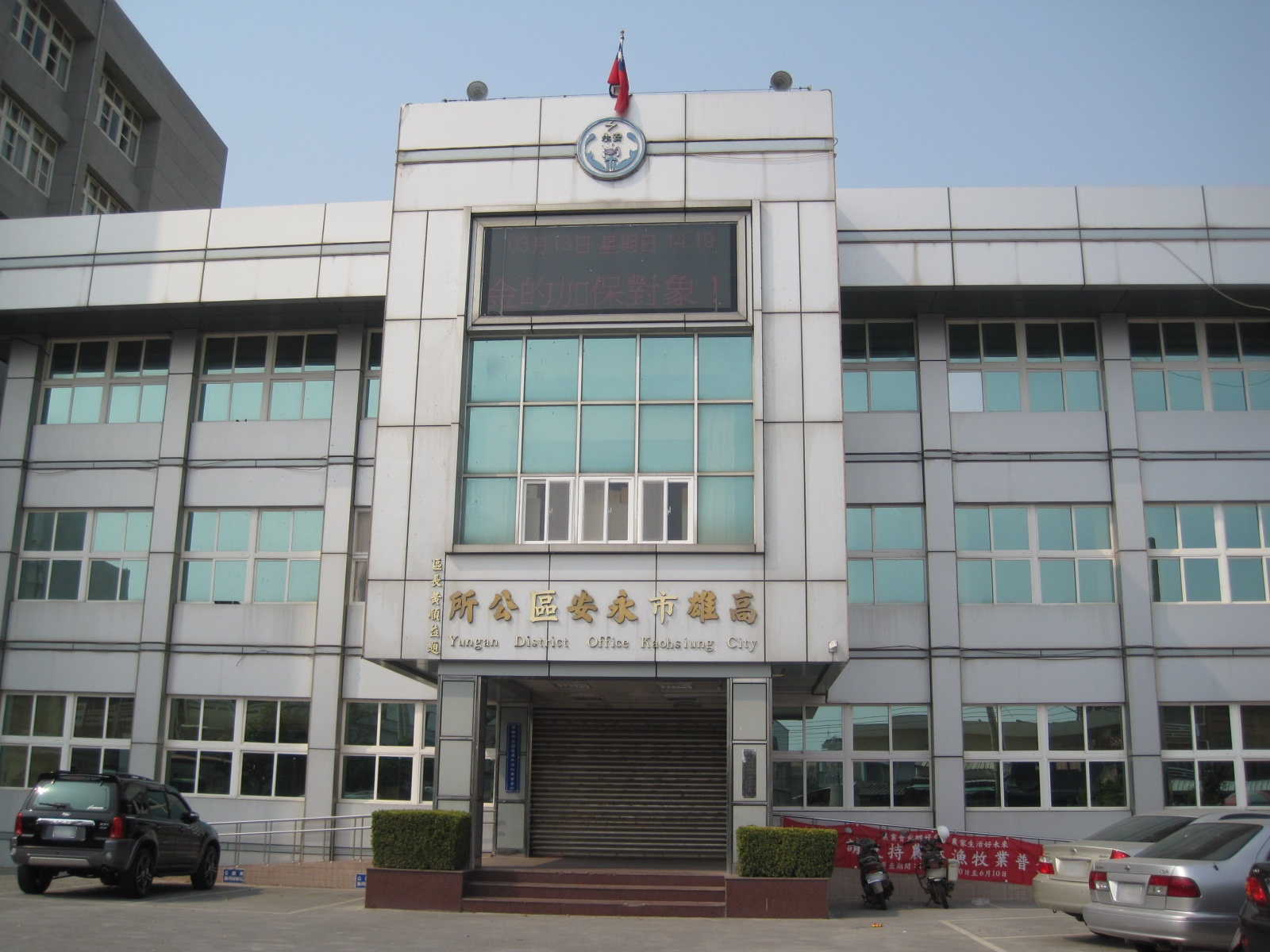
Bezirksbüro von Yong’an

Ab 1975 wurde das Industriegebiet Yong’an (永安工業區) systematisch entwickelt. Zeitweilig waren dort mehr als 100 kleine und mittlere Unternehmen angesiedelt. Ab 1983 begann die Chinese Petroleum Corporation (中國石油), heute CPC Corporation, Taiwan (台灣中油) mit dem Bau eines Industriehafens, vor allem für Flüssiggastanker, im Ortsteil Xingang, wobei etwa 10 km Wellenbrecher errichtet wurden. Dadurch wurden die Küstenlandschaft Yong’ans nachhaltig verändert und 75 Hektar Neuland gewonnen. Ab 1978 wurde im Ortsteil Yantian im Hafenbereich von Xingda das Kraftwerk Hsinta (oder Xingda) durch die Taiwan Power Company errichtet. Die heutigen Kraftwerksanlagen erstrecken sich bis in den Nachbarbezirk Qieding. Auch bedingt durch die Luftverschmutzung des Kraftwerks und die damit verbundene Abnahme der Qualität des gewonnenen Salzes wurden die letzten Salinen von Yong’an geschlossen. Zu einem wichtigen Wirtschaftszweig entwickelte sich die Aquakultur. Im Bezirk gibt es  zahlreiche Meerwasser-Aquakulturen.
In Yong’an befindet sich ein Standort des Kaohsiung-Wissenschaftsparks, eines Teils des Südtaiwan-Wissenschaftsparks.

## Verkehr
Wichtigste Verkehrsader ist die Provinzstraße 17, die in etwa 3 Kilometern Entfernung parallel zur Küste von Norden nach Süden verläuft.

## Besonderheiten
Yong’an weist mehrere Tempelbauten auf. Im Ortsteil Yonghua befindet sich der Yong’an-Tempel (永安宮, ), ein Mazu-Tempel, der in der späten Qing-Dynastie 1871 errichtet wurde. Ab dem 3. Dezember 1967 wurde ein Tempelneubau mit Spenden von Gläubigen errichtet. Im zunächst 1957/59 und später 1977 bis 1979 neu erbauten Tianwen-Tempel (天文宮, ) im Ortsteil Weixin wird hauptsächlich Xu Shi xun (徐世勳 / 徐世勋), ein General der Tang-Dynastie, verehrt. Weitere erwähnenswerte Tempel sind der daoistische Wenxing-Tempel (文興宮, ) im Ortsteil Weixin, der daoistische Baoning-Tempel (保寧宮, ) im gleichnamigen Ortsteil, in dem Chifu Qian Sui (池府千歲), oder Chi Meng Biao (池夢彪), ebenfalls ein General der Tang-Dynastie, verehrt wird, der Xingang-Tempel (新港宮, ) in Xingang, ein Tempel für Wufu Qiansui (五府千歲) und der Yantian-Tempel (南瑞宮, ), ein kleiner Mazu-Tempel im Ortsteil Yantian.
Seitdem die Meersalzgewinnung 1985 eingestellt wurde, hat sich das Gebiet der Salzpfannen und Wasserkanäle in Yantian allmählich teilweise renaturiert und ist zu einem Mangrovengebiet und Aufenthaltsplatz für Wasservögel geworden. Es gibt Bestrebungen, das Feuchtgebiet Yong’an (永安濕地) in ein Schutzgebiet umzuwandeln.

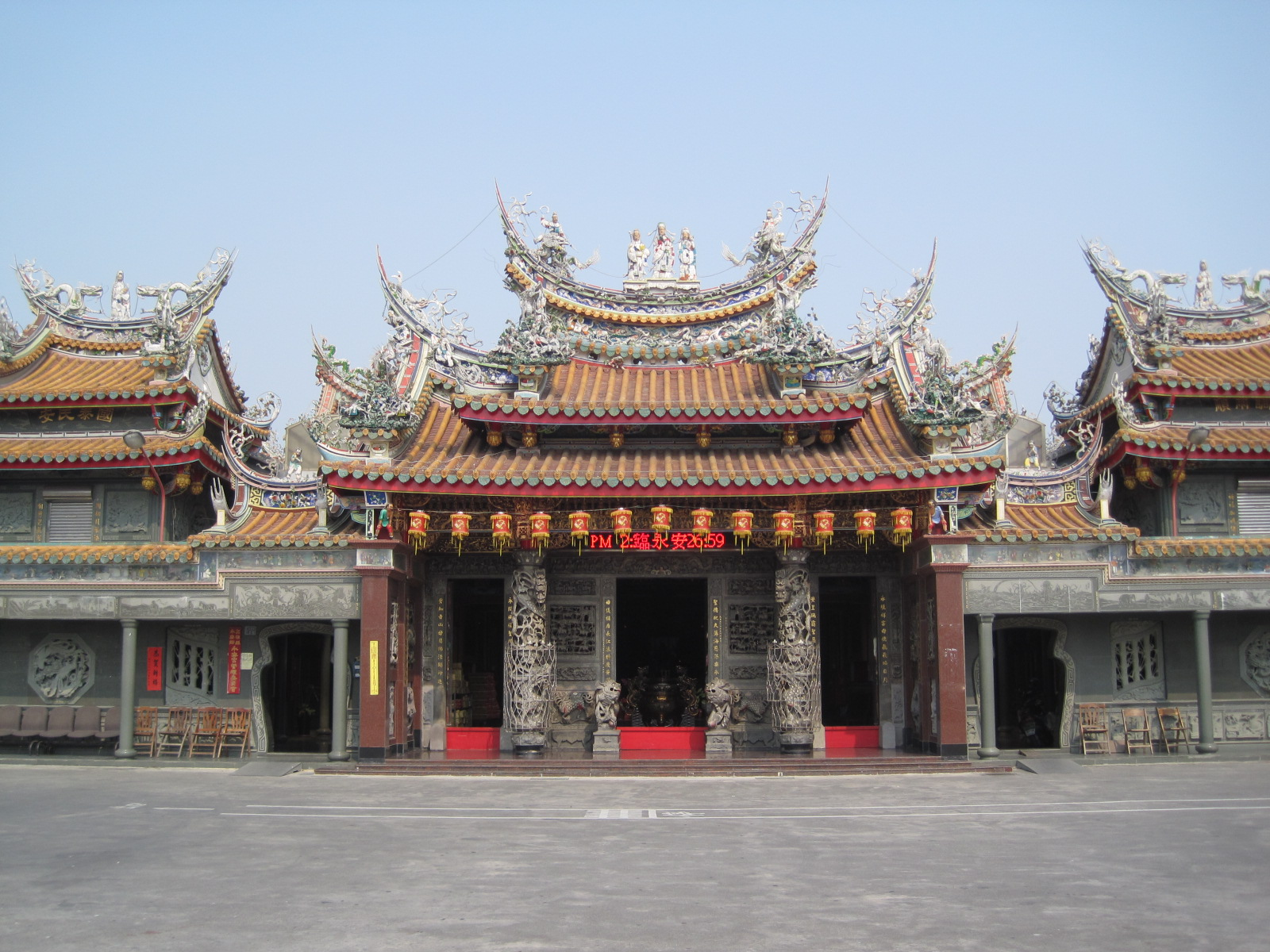
Yong’an-Tempel
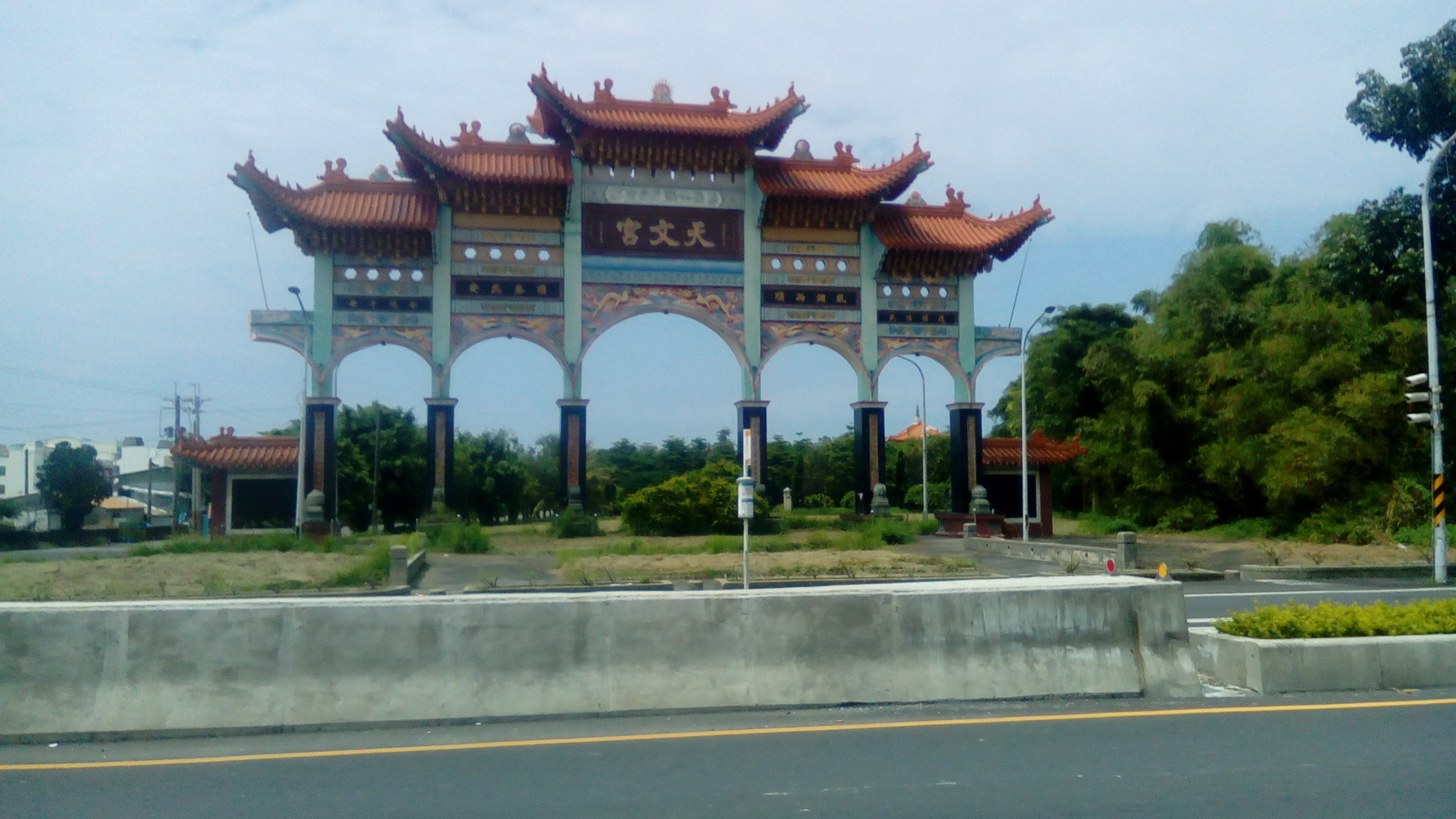
Eingangsportal zum Tianwen-Tempel